# NS 4050

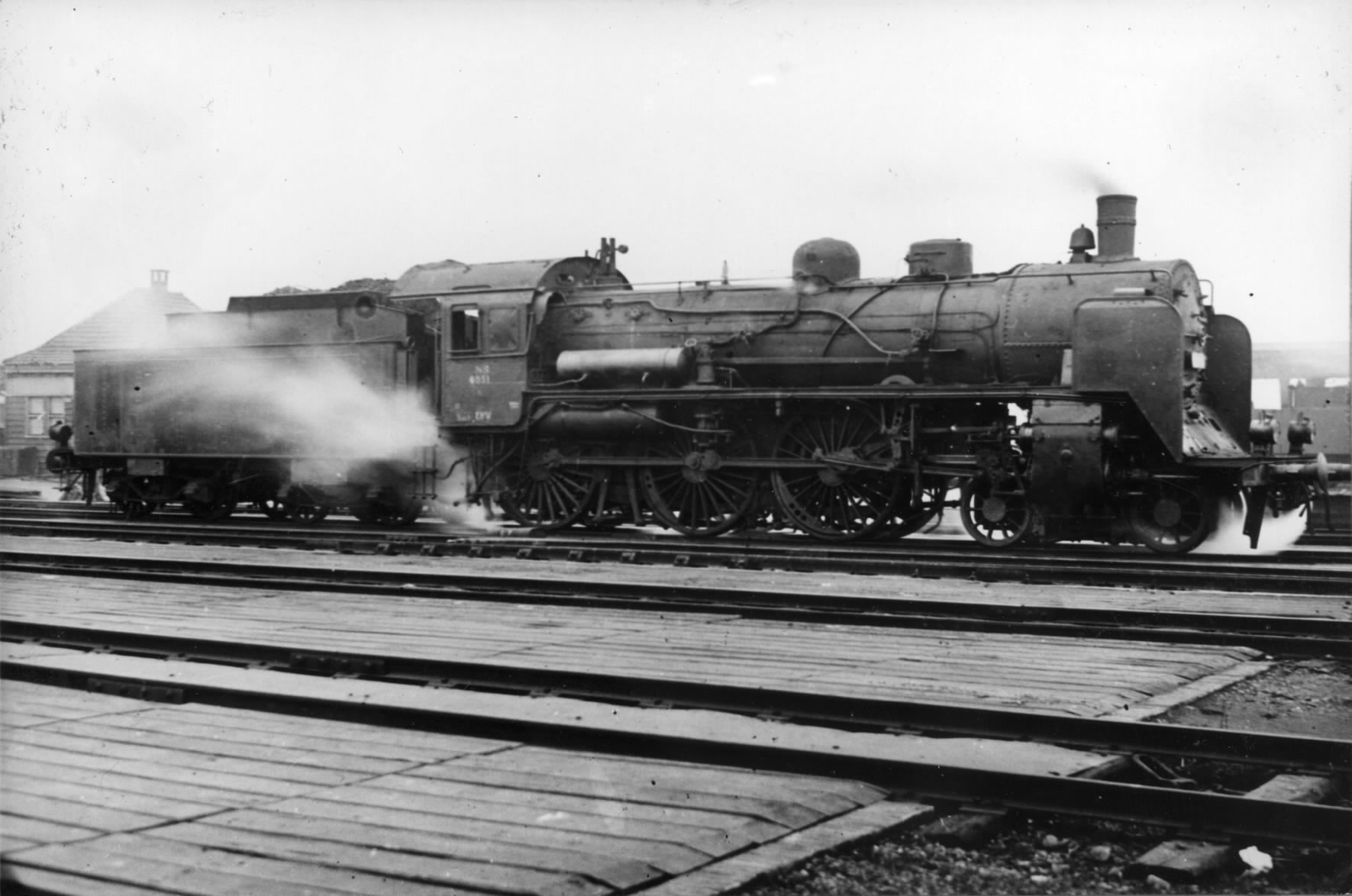
NS 4051 te Eindhoven (01-03-1946)

De serie NS 4051 was een serie locomotieven die kort na de Tweede Wereldoorlog dienst gedaan hebben bij de Nederlandse Spoorwegen. Het waren van oorsprong Duitse locomotieven.

Deze locomotief behoort tot de moderne snelheidslocomotieven van de voormalige Pruisische Spoorwegen, en wel tot de serie S10². Deze is afgeleid van het type S 10, dat in de jaren 1910-'14 gebouwd werd met vier cilinders. Na het jaar 1914 werden echter deze S 10²- locomotieven gebouwd met 3 in plaats van 4 cilinders. Dit type heeft uitstekende resultaten gegeven, zodat tot en met het jaar 1916, toen de KPEV wegen de oorlogstoestand geen sneltreinlocomotieven meer bouwde, alleen nog dit type werd doorgebouwd. Bij de bevrijding van het Zuiden van Nederland werd deze machine daar aangetroffen. Zij was door de Amerikanen uit Aken naar hier overgebracht, aangezien zij beschadigd was, diende men haar eerste in rijvaardige toestand te brengen, het geen te Eindhoven geschiedde. Zij kreeg toen het nummer NS 4101. Bij de DRB was zij 17 248 genummerd en gebouwd door Hanomag in 1916 met het fabriek nummer 7691. Toen de NS later de ex-Pruisische D-goederenmachines van het type G8¹ in de serie 4100 ging nummeren, werd de 4101 in 4051 gewijzigd. Zij heeft slechts korte tijd bij de NS dienst gedaan, want in 1947 ging ook deze locomotief naar haar vaderland terug.